# Liste des guerres de la Croatie
Cette liste est sans doute incomplète et peut-être mal ordonnée. Votre aide est la bienvenue !
Cette liste regroupe les guerres et conflits ayant vu la participation de la Croatie. Voici une légende facilitant la lecture de l'issue des guerres ci-dessous :
- Victoire croate
- Défaite croate
- Autre résultat (par exemple un traité ou une paix sans un résultat clair, un statu quo ante bellum, un résultat inconnu ou indécis)
- Conflit en cours

| Début              | Fin              | Nom du conflit                          | Belligérants | Belligérants | Lieu                              | Issue |
| Début              | Fin              | Nom du conflit                          | Alliés (y compris la Croatie) | Ennemis | Lieu                              | Issue |
| ------------------ | ---------------- | --------------------------------------- | --- | --- | --------------------------------- | --- |
| VIIIe siècle       | 1358             | Guerres vénéto-croates                  | Royaume de Croatie Narentins Royaume de Hongrie | République de Venise | Dalmatie, Istrie, Croatie dalmate | Victoires et défaites intermittentes Paix de Zadar                                                                       |
| 791                | 805              | Guerres des Francs contre les Avars     | Empire carolingien Royaume d'Italie Duché de Bavière Croatie Pannonienne Carantanie | Khaganat avar | Pannonie, Bavière, Frioul         | Victoire franco-croate                                                                                                   |
| 799                | 823              | Guerre franco-croate                    | Croatie dalmate | Magraviat du Frioul Empire carolingien | Carantanie, Croatie               | Défaite |
| 819                | 823              | Soulèvement de Ljudevit                 | Magraviat du Frioul Croatie dalmate Empire carolingien | Croatie Pannonienne Carantanie Timotchanes Braničevci Guduscani | Pannonie, Carantanie, Dalmatie    | Victoire dalmate (croate)                                                                                                |
| 846                | 848              | Guerre croato-byzantine                 | Croatie dalmate | Empire byzantin | Dalmatie                          | Victoire croate |
| 854                | 1000             | Guerres croato-bulgares                 | Royaume de Croatie | Premier Empire bulgare | Bosnie                            | Les deux États ont connu d'importants changements de leurs frontières, en particulier entre les rivières Bosna et Drina. |
| 866                | 871              | Campagne de Louis II contre Bari        | Empire carolingien Croatie dalmate Duché de Bénévent Principauté de Salerne Principauté de Capoue | Émirat de Bari | Sud de l'Italie                   | Victoire franco-croate                                                                                                   |
| 925                | 925              | Invasion hongroise de la Croatie        | Royaume de Croatie | Grande-principauté de Hongrie | Croatie                           | Victoire croate |
| 1493               | 1593             | Guerre de Cent Ans croato-ottomane (en) | Royaume de Croatie Royaume de Hongrie Monarchie de Habsbourg | Empire ottoman | Croatie                           | Indécise |
| 1er septembre 1939 | 2 septembre 1945 | Seconde guerre mondiale                 | Reich allemand Royaume d'Italie République slovaque Royaume de Roumanie Royaume de Hongrie Royaume de Bulgarie État indépendant de Croatie                                                                                         | Union soviétique Empire britannique France libre États-Unis Yougoslavie Royaume de Grèce Pologne Belgique Pays-Bas Luxembourg Norvège Danemark                               | Europe                            | Victoire des alliés |
| 17 août 1990       | 12 novembre 1995 | Guerre de Croatie                       | Croatie Bosnie-Herzégovine (depuis 1995) | République serbe de Krajina Armée populaire yougoslave | Croatie                           | Victoire croate Les forces croates reprennent le contrôle de la République serbe de Krajina.                             |
| 7 octobre 2001     | 30 août 2021     | Guerre d’Afghanistan                    | Afghanistan FIAS : Albanie Allemagne Australie Belgique Canada Croatie Danemark Espagne États-Unis France Italie Lituanie Norvège Nouvelle-Zélande Pakistan Pologne Portugal République tchèque Roumanie Royaume-Uni Suède Turquie | Talibans Réseau Haqqani Al-Qaïda Mouvement islamique d'Ouzbékistan Hezb-e-Islami Gulbuddin Lashkar-e-Toiba Jaish-e-Mohammed Hizbul Mujahideen (en) Tehrik-e-Taliban Pakistan | Afghanistan                       | Victoire des Talibans. Accords de Doha                                                                                   |